# 朝鮮大学校 (韓国)
朝鮮大学校（チョソンだいがっこう、朝鮮語: 조선대학교、英語: Chosun University）は、光州広域市東区に本部を置く大韓民国の私立大学である。略称は朝大（チョデ、朝鮮語: 조대）。

## 概観

### 大学全体
日本統治時代に民立大学設置運動に関わっていた流れから、朝鮮大学設立同志会によって夜間大学として開学された。同志会に名を連ねた発起人には72,000人にも及ぶ、世界的にも珍しい民立大学である。
現在は学生数約33,717人で、人文、医療、情報、エネルギー関連の分野で実績をあげている。数多くの研究所・研究センターを有し、教育・研究プログラムの内容は、韓国でも有数のものである。なお、日本にある同名の「朝鮮大学校」との関連性は全くない。

### 建学理念
朝鮮大学校では、「個性教育」「生産教育」「英才教育」の3つを建学理念としている。
個性教育
創造的精神で人類社会に貢献することができる個性がある人才を育てる。
生産教育
教育の所と社会を連結する生産教育を通じて国家の発展に寄与する奉事する専門家を養成する。
英才教育
幅広い装学支援を通じて優秀な資質を取り揃えた英材を育成する。

## 組織

### 設置大学
- 人文科学大学
  - 国語国文学科
  - 文芸創作学科
  - 歴史文化学科
  - 英語国文学科
  - 哲学科
  - 漢文学科

- 自然科学大学
  - 物理学科
  - 生命科学科
  - 数学科
  - 食品栄養学科
  - 化学科
  - 医生命科学科
  - コンピューター統計学科

- 法科大学
  - グローバル法学科
  - 法学科
  - 警察行政学科

- 社会科学大学
  - 軍事学科
  - 新聞放送学科
  - 政治外交学部
  - 行政福祉学部

- 経商大学
  - 経営学部
  - 経済学科
  - 貿易学科

- 工科大学
  - 建築学部
  - 光技術工学科
  - 金属材料工学科
  - 機械工学科
  - 機械設計工学科
  - メカトロニクス工学科
  - 産業工学科
  - 生命科学高分子工学科
  - 生命化学工学科
  - 船舶海洋工学科
  - 新素材工学科
  - エネルギー資源工学科
  - 溶接接合科学工学科
  - 原子力工学科
  - 応用化学素材工学科
  - 材料工学科
  - 電気工学科
  - 土木工学科
  - 航空宇宙工学科
  - 環境工学科

- 電子情報工科大学
  - 電子工学科
  - 情報通信工学科
  - 制御計測ロボット工学科
  - コンピューター工学部

- 師範大学
  - 家庭教育科
  - 教育学科
  - 国語教育科
  - ドイツ語教育科
  - 物理教育学科
  - 生物教育科
  - 数学教育科
  - 英語教育科
  - 音楽教育科
  - 地球科学教育科
  - 特殊教育科
  - 化学教育科

- 外国語大学
  - ドイツ語文化学科
  - ロシア語科
  - スペイン語科
  - アラビア語科
  - 英語科
  - 日本語科
  - 中国語文化学科
  - フランス語科

- 体育大学
  - 舞踊科
  - スポーツ産業学科
  - 体育学科
  - テコンドー学科

- 医科大学
  - 看護学科
  - 医予科
  - 医学科

- 歯科大学
  - 歯医学科

- 薬学大学
  - 薬学科

- 美術大学
  - デザイン工学科
  - デザイン学部
  - 漫画ㆍアニメーション学科
  - 美術学科
  - 視覚デザイン学科
  - 絵画学科

- 基礎教育大学
  - 教養学部
  - 自律専攻学部

- 保健科学大学
  - 基礎医科学部
  - 相談心理学科
  - 言語治療学科
  - 作業治療学科

### 大学院
- 大学院
  - 一般大学院

- 特殊大学院
  - 教育大学院
  - 産業大学院
  - 保健大学院
  - 経営大学院
  - 政策大学院
  - デザイン大学院

- 専門大学院
  - 医学専門大学院
  - 歯医学専門大学院

## キャンパス
光州広域市東区に本キャンパスである白亜キャンパスがあり、北区に先端産学キャンパスがある。

### 白堊キャンパス

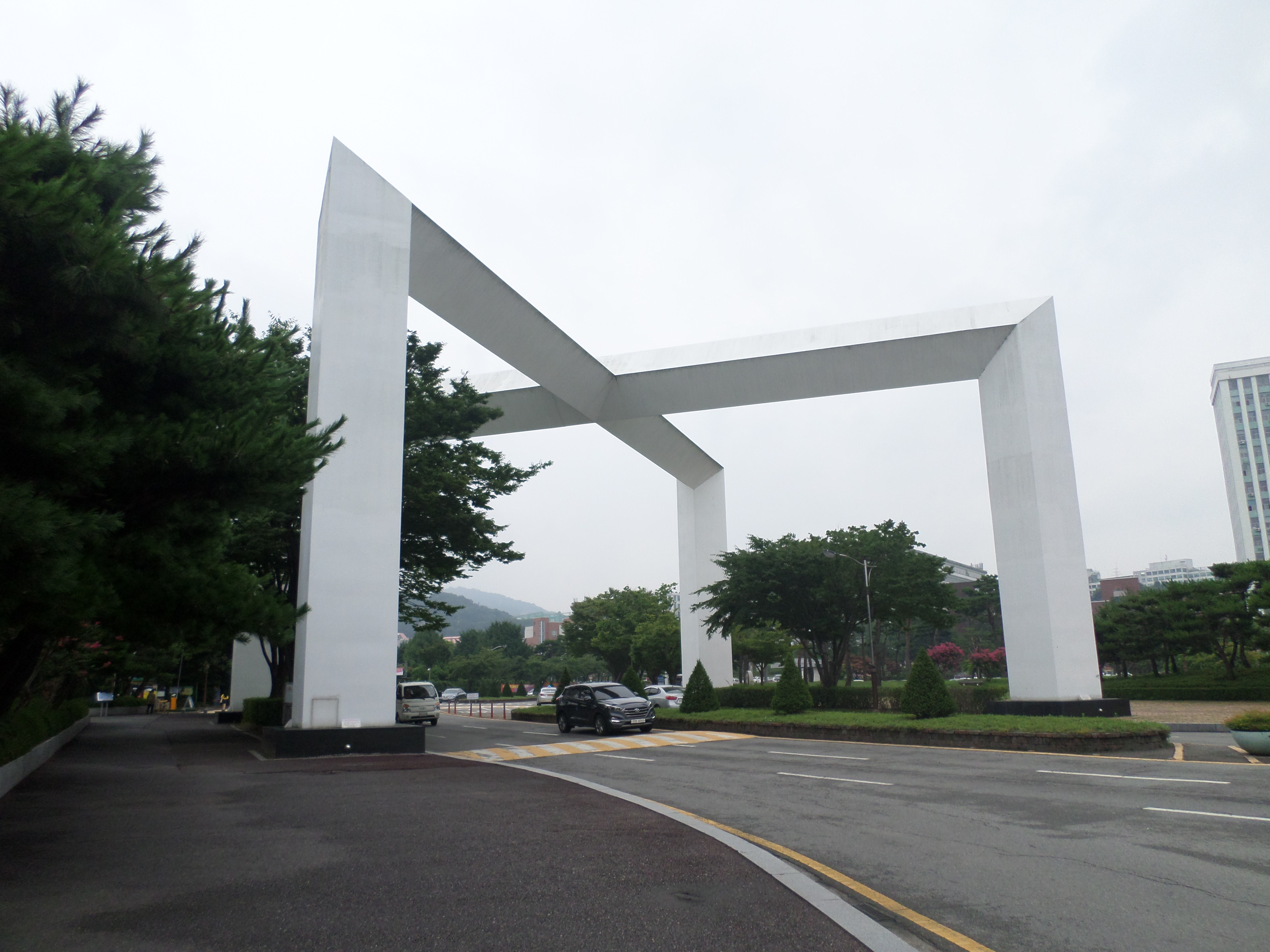
朝鮮大学校の正門

朝鮮大学校の白堊キャンパスは光州広域市東区畢門大路365に位置しており、約1,068,743㎡の広さである。キャンパスの後は無等山を挟んでおり、「白堊」という名称は本館の建物が全体が白であり、白亜と呼ばれたことから由来する。また、本館の姿がまるで鶴が翼を広げて飛ぶとする形に見えるとして「白鶴キャンパス」ともいう。
全長375mで全世界の大学建物の中で長さが長い本館の建物は朝鮮大学校だけでなく、光州広域市の象徴として1947年に着工された後、朝鮮戦争による混乱で建設に困難を経験したが、全教職員や父兄が、あらゆる困難を押し切って工事を推進して1954年完工された。建立当時には中央5つの切妻屋根で構成された建物だったが、数回の増築を経て、現在の19個の切妻屋根の建物に発展した。2003年に韓国大学新聞の美しいキャンパスBEST10に選定され、2004年には本館の中央が大韓民国登録文化財94号に登録されており、2009年には夜間景観照明の工事で光州広域市を象徴するランドマークで新たに生まれた。
瑞石ホール、学生会館、国際館、朝鮮大学校生活協同組合があるソルマル、ヘオルム館、航空宇宙・船舶海洋工学館などの建物があり、中央図書館前の運動場全面には人造芝サッカー場2面、ホッケー場1面、テニスコート4面などがあり、2007年大韓民国全国体育大会など大規模な体育行事の補助競技場に活用され、2010年には露天劇場である1・8劇場が新たに整備された。近くに光州都市鉄道1号線の南光州駅がある。

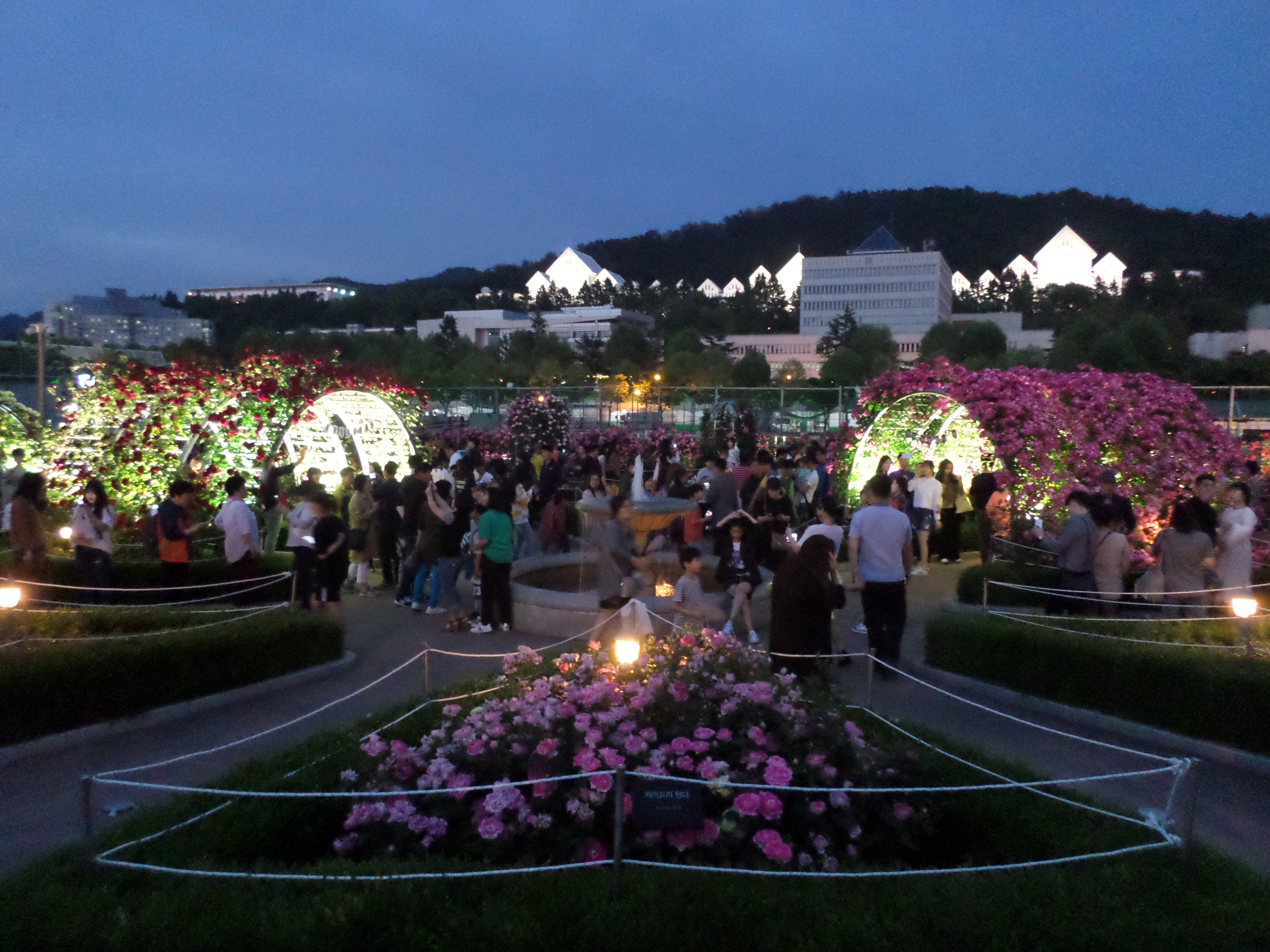
バラ祭り
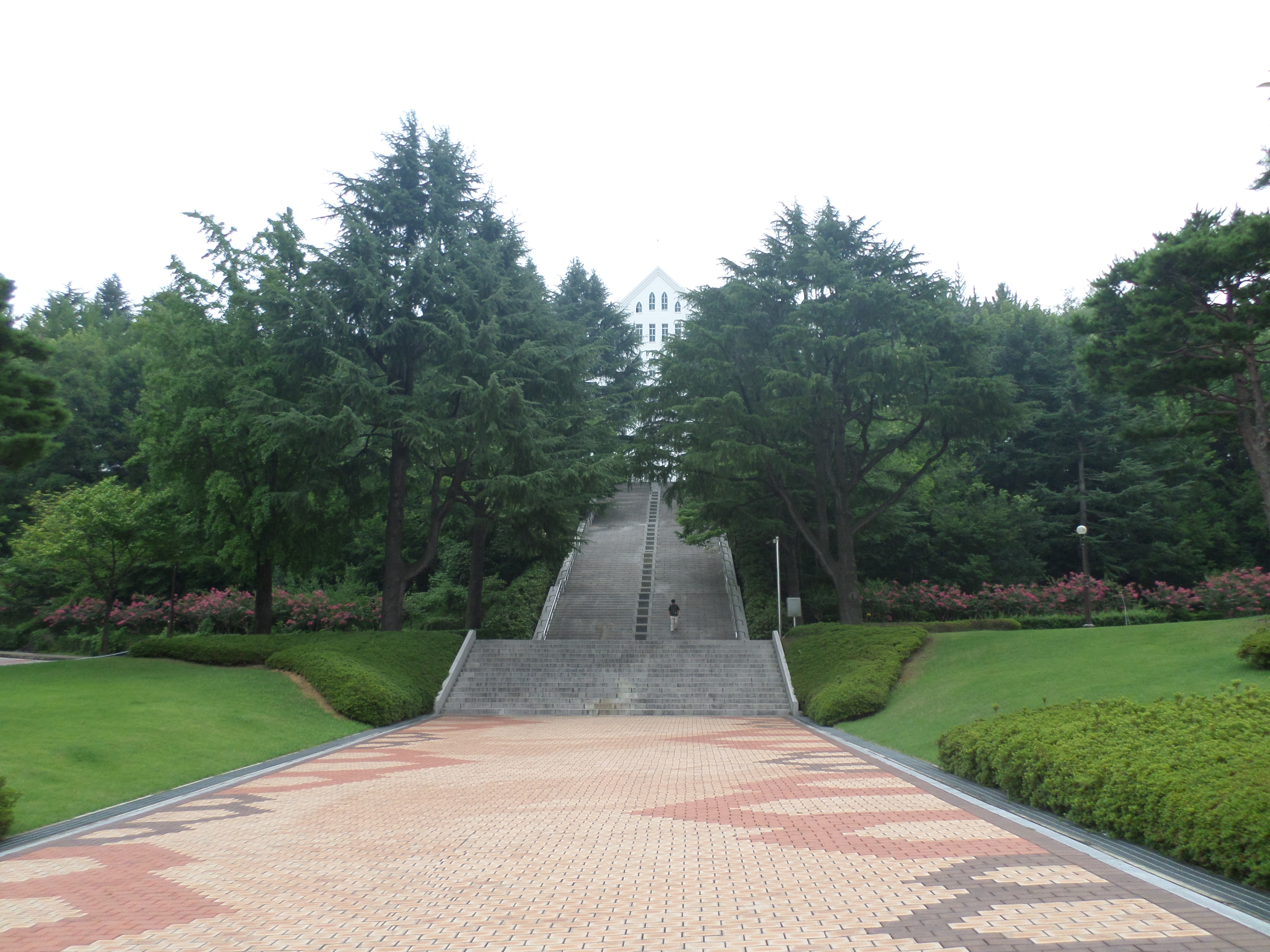
108階段
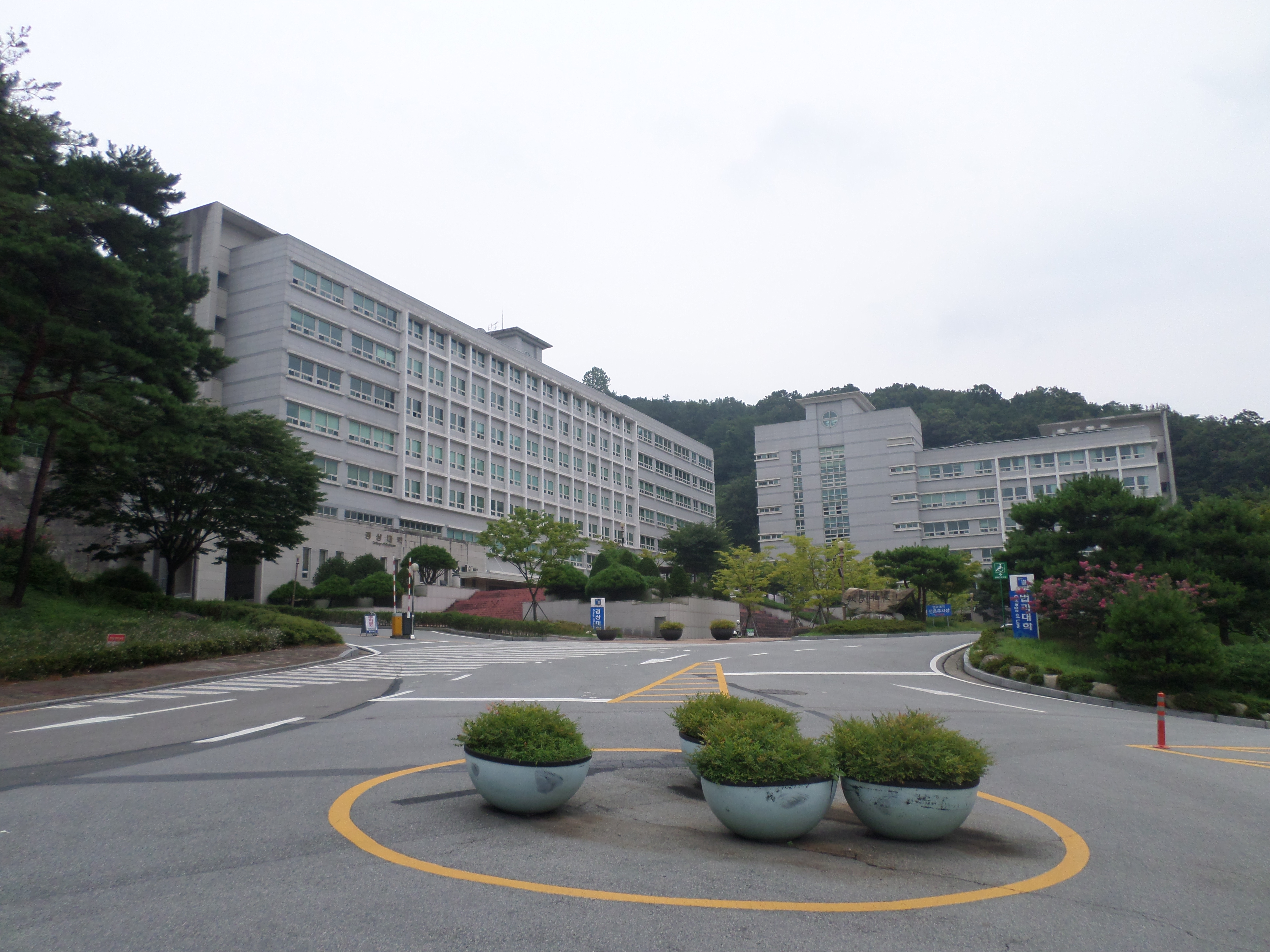
経商大学・法科大学棟
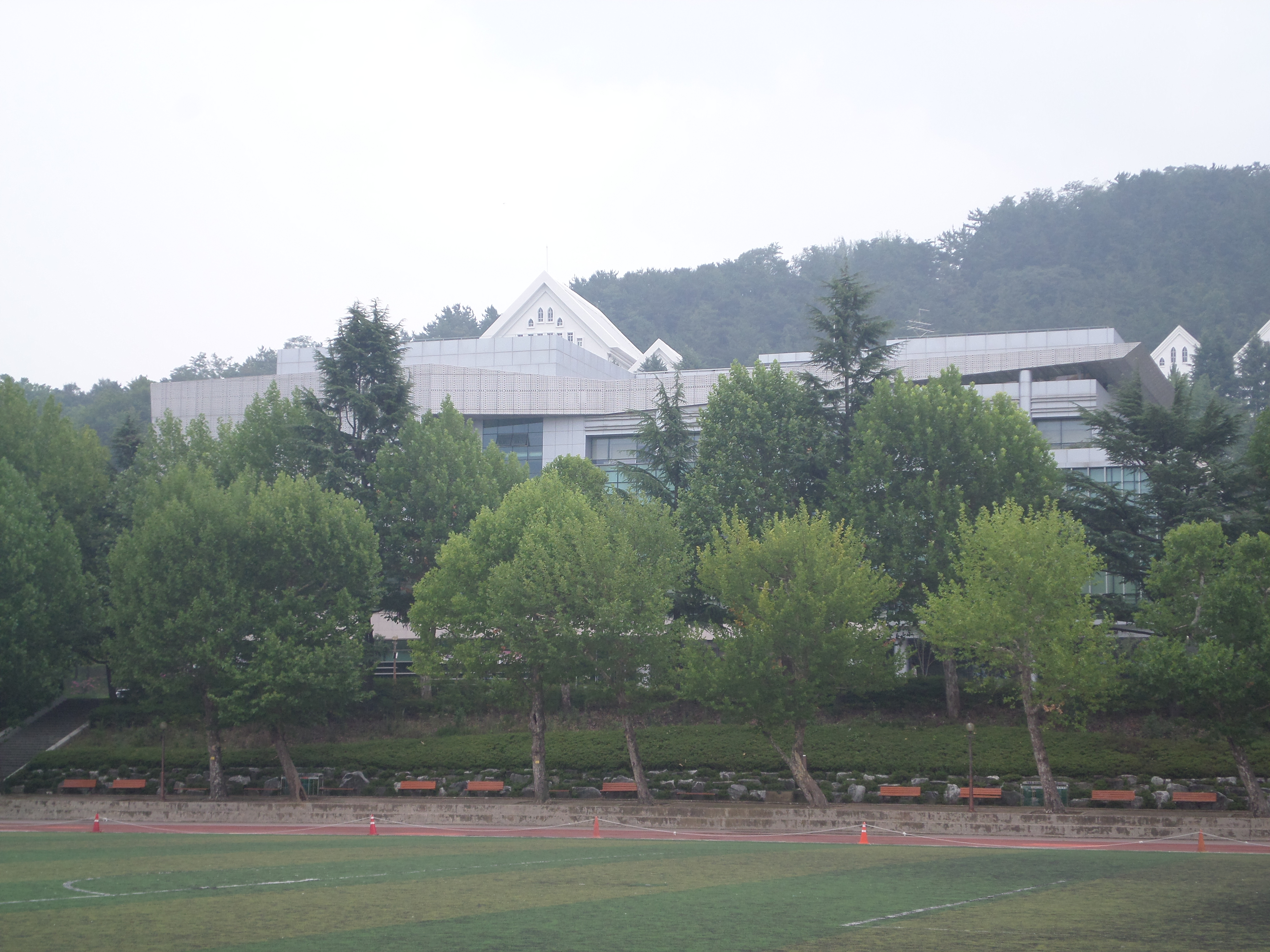
国際館

### 先端産学キャンパス
先端産学キャンパスは光州広域市北区先端科技路208番道50に位置して、学生現場教育支援・産学協力研究・産業体装備共同活用事業などを目的2005年1万m² 規模の大地に設置した。
技術集約型ベンチャー企業および新技術事業を創り出してベンチャー企業応用および商品技術開発に対する研究人材を支援している創業保育センターと光州・全南地域の部品産業の技術基盤造成を通した地域経済の活性化および国際産業の技術競争力強化のために産学研観共同旗手を開発基盤および技術協力体系を構築して部品産業も関連がある先端の高価葬費を購入などの事業をしている部品技術革新センターがある。
その他に歯科用精密装備および部品技術革新センター、先端部品素材専門担当者事業団、船舶海洋工学科がある。

## 日本における協定校
- 京都大学
- 大阪大学
- 九州大学
- 東北大学
- 熊本大学
- 静岡大学
- 早稲田大学